# Microsoft Windows Server 2016
Windows Server 2016（ウィンドウズ サーバー 2016）は、マイクロソフトがWindows NTファミリーのひとつとして開発し、2016年10月1日に発売したサーバー向けのオペレーティングシステム (OS) である。Windows 10, version 1607 (Anniversary Update) に対応する10年間サポートの長期サービスチャネルの Windows Server である。Essentials、Standard、Datacenterの3エディションがある。
これまでサーバーOSは3世代に渡ってクライアントOSと同時にリリースされたのとは対照的に、Windows Server 2016はクライアントOSであるWindows 10, version 1507と同時にはリリースされなかった。
第1回目のテクニカルプレビューは2014年10月1日に、System Centerの第1回目のテクニカルプレビューと共に公開された。2016年4月に5回目のテクニカルプレビューが実施された。

## 歴史
2014年
- 10月1日 - 最初のテクニカルプレビューである「Windows Server 2016 Technical Preview」が公開された。

2015年
- 1月30日 - Windows Server 2016のリリースを2016年に延期することを発表した[6]。

- 5月4日 - 2回目のテクニカルプレビューである「Windows Server 2016 Technical Preview 2」が公開された。ここでは、Nano Serverなどがサポートされた。このバージョンでは新規インストール時にGUIがインストールされないため、インストール完了後インストールする必要がある。

- 8月19日 - 3回目のテクニカルプレビューである「Windows Server 2016 Technical Preview 3」が公開された。ここでは、Dockerがサポートされた[7]。

- 11月19日 - 4回目のテクニカルプレビューである「Windows Server 2016 Technical Preview 4」が公開された。ここでは、信頼できないサードパーティー製のコードに向くというHyper-V Containerがサポートされた[8]。これにより、2種類のコンテナがサポートされることとなった[9]。このバージョンで日本語を含む11ヶ国語が新たに追加された。

2016年
- 4月28日 - 最後のテクニカルプレビューである「Windows Server Technical Preview 5」が公開された。[5]
- 8月25日 - Windows Server 2016のStandardエディションとDatacenterエディションにおいて、Windows Server 2012 R2の同エディションに比較して上限スペックが向上することを明らかにし、上限スペックが拡張され、物理メモリーが4TBから24TBへ、論理CPU数が320から512に拡張された。これと同時にHyper-V上で動作する仮想マシンについても、最大メモリー容量が1TBから16TBに（その後12TBに引き下げられた）[10]、最大CPU数も64から240へ拡大された[11]。
- 9月26日 - RTM リリース

## Version 1709
2017年10月17日、Windows Server version 1709がリリースされた。
version 1709は半期チャネルのサービスモデルで提供されるサーバーOSとなっている。これまでのサーバーOSの直接の後継製品ではなく、SKUが異なっているためWindows Server 2016などからアップグレード インストールすることはできない。
Server CoreとNanoの動作モードのみを備えており、デスクトップエクスペリエンス機能は備えていない。
また市販はされておらず、マイクロソフトのソフトウェア アシュアランス (SA) 契約を通じて提供されている。